# 伦斯 (福拉尔贝格州)
伦斯（德語：Röns）是奥地利福拉尔贝格州费尔德基希县的一个市镇。总面积1.44平方公里，总人口295人，人口密度204.9人/平方公里（2005年）。